# Embajada de España en Bosnia y Herzegovina
La Embajada de España en Bosnia y Herzegovina es la máxima representación legal del Reino de España en Bosnia y Herzegovina.

## Embajador
La actual embajadora es María Molina Álvarez de Toledo, quien fue nombrada por el gobierno de Pedro Sánchez el 31 de julio de 2024.

## Misión diplomática
El Reino de España tiene una única misión diplomática en el país, la embajada de España en Sarajevo creada en 1997. Además, España está representada en Mostar con un consulado honorario.

## Historia
Bosnia y Herzegovina era un territorio integrado en Austria-Hungría desde 1908, y al finalizar la Primera Guerra Mundial se integró dentro del Reino de Yugoslavia y, por tanto, las relaciones diplomáticas dependían de la Embajada de España en. Tras la independencia del país balcánico de la Antigua Yugoslavia, España estableció sus relaciones diplomáticas con Bosnia y Herzegovina el 14 de diciembre de 1992.
No obstante, hasta junio de 1997 no se nombró a un embajador no residente acreditado en Sarajevo y dependiente de la Embajada española en Viena (Austria). Tras un breve intervalo en el mes de agosto en que cesaron las relaciones, se retomaron quedando establecida la embajada residente en 1997